# BYD G5

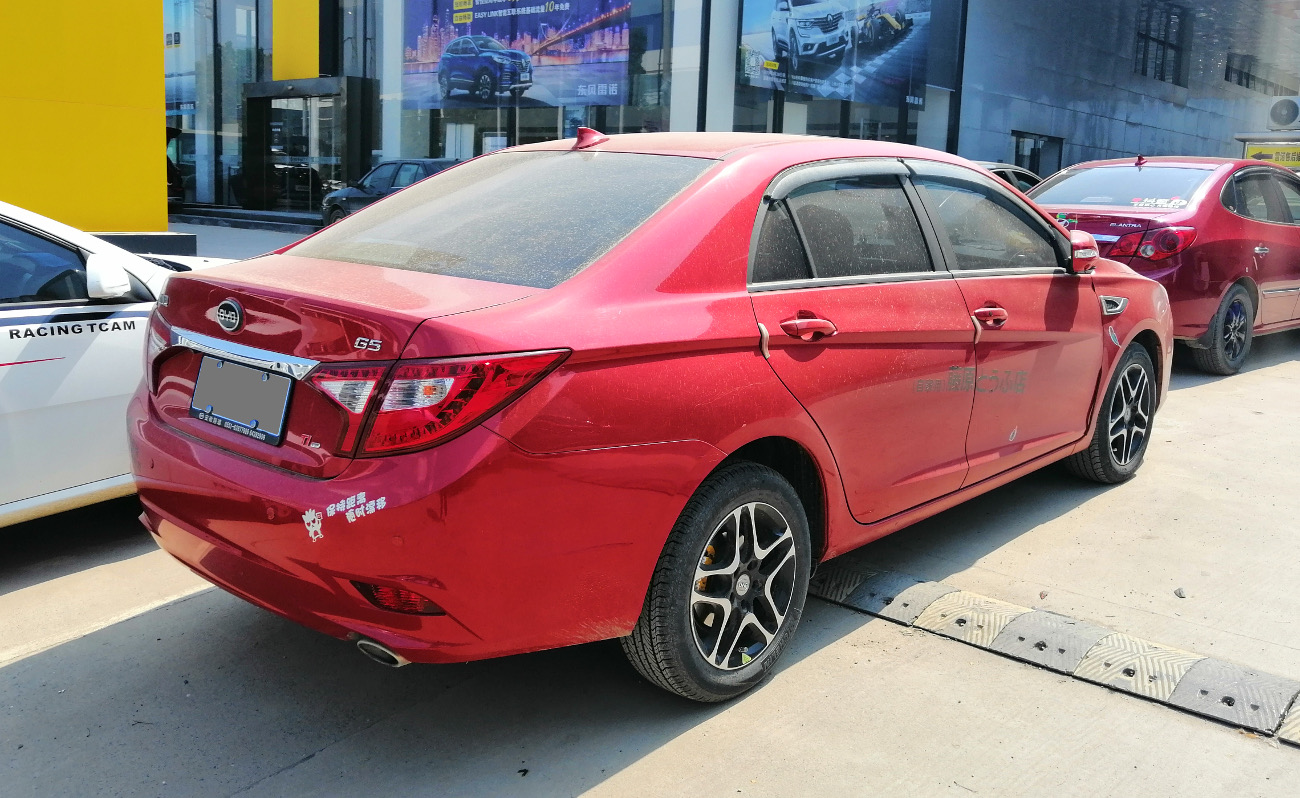
Heckansicht

Der BYD G5 ist eine Limousine der Mittelklasse des chinesischen Automobilherstellers BYD Auto, einer Tochtergesellschaft des BYD-Konzerns.

## Geschichte
Das Fahrzeug wurde auf der Beijing Auto Show im April 2014 als Nachfolger des BYD G3 vorgestellt. Es kam in China im September 2014 in den Handel. 2017 wurde die Limousine ersatzlos eingestellt.

## Technische Daten
Angetrieben wurde die Limousine von einem aufgeladenen 1,5-Liter-Ottomotor mit 113 kW (154 PS). Serienmäßig war ein 6-Gang-Schaltgetriebe verfügbar, gegen Aufpreis war ein 6-Stufen-Doppelkupplungsgetriebe erhältlich.
|                                             | 1.5TID                           |
| ------------------------------------------- | -------------------------------- |
| Bauzeitraum                                 | 2014–2017                        |
| Motorkenndaten                              |                                  |
| Motorart                                    | Ottomotor                        |
| Motorbauart                                 | R4                               |
| Motoraufladung                              | Turbolader                       |
| Hubraum                                     | 1497 cm³                         |
| max. Leistung bei min−1                     | 113 kW (154 PS) / 5200           |
| max. Drehmoment bei min−1                   | 240 Nm / 1750–3500               |
| Kraftübertragung                            |                                  |
| Antrieb, serienmäßig                        | Vorderradantrieb                 |
| Getriebe, serienmäßig                       | 6-Gang-Schaltgetriebe            |
| Getriebe, optional                          | 6-Stufen-Doppelkupplungsgetriebe |
| Messwerte                                   |                                  |
| Höchstgeschwindigkeit                       | k. A.                            |
| Beschleunigung, 0–100 km/h                  | 9,2 s                            |
| Kraftstoffverbrauch auf 100 km (kombiniert) | 6,5 l Super                      |
| Tankinhalt                                  | 50 l                             |